# NGC 2392
NGC 2392, или туманность Эскимос — планетарная туманность в созвездии Близнецы. Туманность была открыта Уильямом Гершелем в 1787 году. Своё название она получила из-за того, что с Земли она похожа на голову человека в меховом капюшоне. Расстояние от Солнечной системы до туманности составляет 3000 световых лет, размер самой туманности треть светового года, однако некоторые газовые волокна простираются на световой год. Оранжевым цветом туманность обязана азоту, из которого состоит. Данная туманность является биполярной и имеет сложную структуру.
В августе 2020 года НАСА и международные астрономические организации объявили, что рекомендуют не использовать название «Eskimo Nebula» как отсылающее к колониальному прошлому.